# Recorfano
Recorfano è una frazione del comune italiano di Voltido. Costituì un comune autonomo fino al 1867.